# Alfred L. Werker
Alfred Louis Werker (Deadwood, 2 december 1896 – Orange County, 28 juli 1975) was een Amerikaans filmregisseur.

## Levensloop
Werker groeide op in de Amerikaanse staat Zuid-Dakota. Hij begon zijn Hollywoodcarrière als regieassistent. Zijn film The House of Rothschild uit 1934 werd genomineerd voor de Oscar voor Beste film. In 1949 nam hij deel aan het filmfestival van Cannes met de film Lost Boundaries. Werker stierf in 1975 in de staat Californië.

## Filmografie
- 1928: The Pioneer Scout
- 1928: The Sunset Legion
- 1928: Kit Carson
- 1929: Blue Skies
- 1929: Chasing Through Europe
- 1930: Double Cross Roads
- 1930: The Last of the Duanes
- 1931: Fair Warning
- 1931: Annabelle's Affairs
- 1931: Heartbreak
- 1932: The Gay Caballero
- 1932: Bachelor's Affairs
- 1932: Rackety Rax
- 1933: Hello, Sister!
- 1933: It's Great to Be Alive
- 1933: Advice to the Lovelorn
- 1934: The House of Rothschild
- 1934: You Belong to Me
- 1935: Stolen Harmony
- 1936: Love in Exile
- 1937: We Have Our Moments
- 1937: Wild and Woolly
- 1937: Big Town Girl
- 1938: City Girl
- 1938: Kidnapped
- 1938: Gateway
- 1938: Up the River
- 1939: It Could Happen to You
- 1939: News Is Made at Night
- 1939: The Adventures of Sherlock Holmes
- 1941: The Reluctant Dragon
- 1941: Moon Over Her Shoulder
- 1942: The Mad Martindales
- 1942: Whispering Ghosts
- 1942: A-Haunting We Will Go
- 1944: My Pal Wolf
- 1946: Shock
- 1947: Repeat Performance
- 1947: Pirates of Monterey
- 1948: He Walked by Night
- 1949: Lost Boundaries
- 1951: Sealed Cargo
- 1952: Walk East on Beacon
- 1953: The Last Posse
- 1953: Devil's Canyon
- 1954: Three Hours to Kill
- 1955: At Gunpoint
- 1955: Canyon Crossroads
- 1956: Rebel in Town
- 1957: The Young Don't Cry